# Marito a sorpresa (film 1994)
Marito a sorpresa (Holy Matrimony) è un film del 1994 prodotto negli Stati Uniti e diretto da Leonard Nimoy.

## Trama
Havana e Peter, una coppia di ladri del Montana, rubano l'incasso del luna park dove lavorano, dopo di che il proprietario del parco mette una taglia su di loro. I due scappano in Canada per nascondersi presso la comunità hutterita da cui proviene Peter. I membri della comunità vivono un'esistenza semplice e votata alla preghiera, seguendo gli insegnamenti della Bibbia; pertanto Havana, spregiudicata e dai modi spicci, viene mal vista dai membri della comunità, specialmente dal fratellino dodicenne di Peter, Ezekiel, geloso e insofferente al suo pessimo comportamento. Wilhelm, Il pastore della comunità minaccia di scacciarla, così per poter continuare a nasconderla Peter dichiara di volerla redimere e la sposa. Poco dopo, però, il ragazzo muore in un incidente stradale.
Nella speranza di mandar via la ragazza, Wilhelm dice ad Havana che per rimanere presso di loro dovrà attenersi alla legge secondo la quale la vedova di un hutterita deve sposare il fratello del defunto, in questo caso Ezekiel; la ragazza inaspettatamente accetta, poiché prima di morire Peter ha nascosto il bottino in un luogo segreto all'interno della comunità: Havana spera di scappare una volta trovato il denaro. Ezekiel rimane sconvolto da questa notizia.
Per qualche tempo Havana e Ezekiel vivono insieme, ma i rispettivi stili di vita li portano a odiarsi reciprocamente; in seguito il ragazzino ritrova il denaro insieme a un articolo che identifica Peter come l'autore del furto. Havana dichiara di non averne mai saputo nulla e di voler restituire i soldi al legittimo proprietario, sperando invece di poter scappare col bottino; tuttavia, poiché le leggi hutterite proibiscono che una donna sposata viaggi senza marito, la ragazza dovrà portarsi dietro Ezekiel.
Havana ed Ezekiel s'imbarcano quindi in un viaggio attraverso gli Stati Uniti d'America, braccati dall'agente Cooper dell'FBI che spera di catturare la ragazza. Durante la traversata i due hanno modo di conoscersi meglio e appianare le rispettive divergenze: Ezekiel, remissivo e ingenuo, diventa più sicuro di sé; Havana comprende che la sua vita eccessiva l'ha portata solo a soffrire e decide di restituire davvero il denaro. Lungo la strada si separeranno e ritroveranno più volte, fronteggiando anche l'agente Cooper e seminandolo di volta in volta.
I due giungono finalmente al luna park, ma qui devono scappare dall'agente Cooper che, pur di catturare Havana, non esita a picchiare Ezekiel. Alla fine i due riescono a fermare l'agente; Havana viene arrestata dalla polizia, ma Ezekiel intercede per lei con il direttore del luna park e lo convince a perdonarla, rinunciando inoltre alla taglia. Havana riporta Ezekiel presso la comunità e lo saluta, intenzionata a cambiare vita e diventare onesta; i due si scambiano un buffo bacio d'addio, ma Ezekiel promette che una volta cresciuto si ritroveranno e gliene darà uno vero.